# Voetbal op de Olympische Zomerspelen 2016 – Vrouwen
Tussen 3 en 19 augustus 2016 werd tijdens de Olympische zomerspelen van 2016 het voetbaltoernooi voor vrouwen gehouden. Aan het toernooi deden 12 landen mee. Die landen werden verdeeld in 3 groepen. De nummer 1 en 2 uit ieder poule plaatsten zich voor de volgende ronde. Ook de beste nummers 3 mochten deelnemen aan de knock-outfase waar om de medailles gestreden werd. Het Duitse elftal won het toernooi door in de finale met 2–1 te winnen van Zweden. Canada kreeg de bronzen medaille. Zij wonnen in de troostfinale van het Braziliaanse elftal.

## Stadions
| Brasilia                        | Salvador                                                                                  | São Paulo          |
| ------------------------------- | ----------------------------------------------------------------------------------------- | ------------------ |
| Estádio Nacional de Brasília    | Itaipava Arena Fonte Nova                                                                 | Arena Corinthians  |
| Capaciteit: 70.064              | Capaciteit: 56.500                                                                        | Capaciteit: 65.807 |
|                                 |                                                                                           |                    |
| Belo Horizonte                  | Stadions Olympische Spelen 2016                                                           | Manaus             |
| Mineirão                        | Stadions Olympische Spelen 2016                                                           | Arena Amazônia     |
| Capaciteit: 62.160              | Stadions Olympische Spelen 2016                                                           | Capaciteit: 40.459 |
|                                 | Stadions Olympische Spelen 2016                                                           |                    |
| Rio de Janeiro                  | · Rio de Janeiro Manaus São Paulo Belo Horizonte Brasilia Salvador Speellocaties Brazilië | Rio de Janeiro     |
| Estádio Olímpico João Havelange | · Rio de Janeiro Manaus São Paulo Belo Horizonte Brasilia Salvador Speellocaties Brazilië | Maracanã           |
| Capaciteit: 60.000              | · Rio de Janeiro Manaus São Paulo Belo Horizonte Brasilia Salvador Speellocaties Brazilië | Capaciteit: 76.804 |
|                                 | · Rio de Janeiro Manaus São Paulo Belo Horizonte Brasilia Salvador Speellocaties Brazilië |                    |

## Scheidsrechters
| Confederatie | Scheidsrechter                      | Assistenten                                                   |
| ------------ | ----------------------------------- | ------------------------------------------------------------- |
| AFC          | Rita Gani (Maleisië)                | Allyson Flynn (Australië) Naomi Teshirogi (Japan)             |
| AFC          | Ri Hyang-ok (Noord-Korea)           | Hong Kum-nyo (Noord-Korea) Cui Yongmei(China)                 |
| CAF          | Gladys Lengwe (Zambia)              | Bernadettar Kwimbira (Malawi) Souad Oulhaj (Marokko)          |
| CONCACAF     | Carol Chenard (Canada)              | Marie-Josée Charbonneau (Canada) Suzanne Morisset (Canada)    |
| CONCACAF     | Lucia Venegas (Mexico)              | Enedina Caudillo (Mexico) Mayte Chávez (Mexico)               |
| CONMEBOL     | Olga Miranda (Paraguay)             | Mariana de Almeida (Argentinië) Yoleida Lara (Venezuela)      |
| CONMEBOL     | Claudia Umpierrez (Uruguay)         | Loreto Toloza (Chili) Neuza Back (Brazilië)                   |
| OFC          | Anna-Marie Keighley (Nieuw-Zeeland) | Sarah Jones (Nieuw-Zeeland) Lata Kaumatule (Tonga)            |
| UEFA         | Teodora Albon (Roemenië)            | Petruța Iugulescu (Roemenië) Mária Súkeníková (Slowakije)     |
| UEFA         | Stéphanie Frappart (Frankrijk)      | Manuela Nicolosi (Frankrijk) Yolanda Parga (Spanje)           |
| UEFA         | Kateryna Monzul (Oekraïne)          | Nataliya Rachynska (Oekraïne) Sanja Rođak-Karšić (Kroatië)    |
| UEFA         | Esther Staubli (Zwitserland)        | Lucie Ratajová (Tsjechië) Chrysoula Kourompylia (Griekenland) |

## Loting
| Pot 1                                     | Pot 2                            | Pot 3                            | Pot 4                               |
| ----------------------------------------- | -------------------------------- | -------------------------------- | ----------------------------------- |
| - Brazilië - Verenigde Staten - Duitsland | - Frankrijk - Australië - Zweden | - Canada - China - Nieuw-Zeeland | - Colombia - Zuid-Afrika - Zimbabwe |

## Groepsfase

### Poule E
| Pos | Land        | Wed | Win | Gel | Ver | DV | DT | +/− | Pnt |
| --- | ----------- | --- | --- | --- | --- | -- | -- | --- | --- |
| 1   | Brazilië    | 3   | 2   | 1   | 0   | 8  | 1  | +7  | 7   |
| 2   | China       | 3   | 1   | 1   | 1   | 2  | 3  | –1  | 4   |
| 3   | Zweden      | 3   | 1   | 1   | 1   | 2  | 5  | –3  | 4   |
| 4   | Zuid-Afrika | 3   | 0   | 1   | 2   | 0  | 3  | –3  | 1   |

|                               |             |       |             | |
| 3 augustus 2016 13:00 (UTC−3) | Zweden      | 1 – 0 | Zuid-Afrika | Estádio Olímpico João Havelange, Rio de Janeiro Toeschouwers: 13.439 Scheidsrechter: Teodora Albon |
| 3 augustus 2016 13:00 (UTC−3) | Fischer 76' |       |             | Estádio Olímpico João Havelange, Rio de Janeiro Toeschouwers: 13.439 Scheidsrechter: Teodora Albon |

|                               |                                       |       |        | |
| 3 augustus 2016 16:00 (UTC−3) | Brazilië                              | 3 – 0 | China  | Estádio Olímpico João Havelange, Rio de Janeiro Toeschouwers: 27.618 Scheidsrechter: Carol Chenard |
| 3 augustus 2016 16:00 (UTC−3) | Monica 36' Andressa 59' Cristiane 90' |       | 22' Wu | Estádio Olímpico João Havelange, Rio de Janeiro Toeschouwers: 27.618 Scheidsrechter: Carol Chenard |

|                               |             |                              |       | |
| 6 augustus 2016 19:00 (UTC−3) | Zuid-Afrika | 0 – 2                        | China | Estádio Olímpico João Havelange, Rio de Janeiro Toeschouwers: 25.000 Scheidsrechter: Esther Staubli |
| 6 augustus 2016 19:00 (UTC−3) |             | Gu Yasha 45+1' Tan Ruyin 87' |       | Estádio Olímpico João Havelange, Rio de Janeiro Toeschouwers: 25.000 Scheidsrechter: Esther Staubli |

|                               |                                                      |       |             | |
| 6 augustus 2016 22:00 (UTC−3) | Brazilië                                             | 5 – 1 | Zweden      | Estádio Olímpico João Havelange, Rio de Janeiro Toeschouwers: 43.384 Scheidsrechter: Lucia Venegas |
| 6 augustus 2016 22:00 (UTC−3) | Beatriz 21', 86' Cristiane 24' Marta 44' (pen.), 80' |       | Schelin 89' | Estádio Olímpico João Havelange, Rio de Janeiro Toeschouwers: 43.384 Scheidsrechter: Lucia Venegas |

|                               |             |       |          |                                                                                   |
| 9 augustus 2016 21:00 (UTC−4) | Zuid-Afrika | 0 – 0 | Brazilië | Arena da Amazônia, Manaus Toeschouwers: 38.415 Scheidsrechter: Stéphanie Frappart |
| 9 augustus 2016 21:00 (UTC−4) |             |       |          | Arena da Amazônia, Manaus Toeschouwers: 38.415 Scheidsrechter: Stéphanie Frappart |

|                               |       |       |        |                                                                                         |
| 9 augustus 2016 22:00 (UTC−3) | China | 0 – 0 | Zweden | Estádio Nacional de Brasília, Brasilia Toeschouwers: 7.648 Scheidsrechter: Olga Miranda |
| 9 augustus 2016 22:00 (UTC−3) |       |       |        | Estádio Nacional de Brasília, Brasilia Toeschouwers: 7.648 Scheidsrechter: Olga Miranda |

### Poule F
| Pos | Land      | Wed | Win | Gel | Ver | DV | DT | +/− | Pnt |
| --- | --------- | --- | --- | --- | --- | -- | -- | --- | --- |
| 1   | Canada    | 3   | 3   | 0   | 0   | 7  | 2  | +5  | 9   |
| 2   | Duitsland | 3   | 1   | 1   | 1   | 9  | 5  | +4  | 4   |
| 3   | Australië | 3   | 1   | 1   | 1   | 8  | 5  | +3  | 4   |
| 4   | Zimbabwe  | 3   | 0   | 0   | 3   | 3  | 15 | –12 | 0   |

|                               |                                                                |       |           |                                                                                      |
| 3 augustus 2016 15:00 (UTC−3) | Canada                                                         | 2 – 0 | Australië | Arena Corinthians, São Paulo Toeschouwers: 20.521 Scheidsrechter: Stephanie Frappart |
| 3 augustus 2016 15:00 (UTC−3) | Beckie 1' Zadorsky 19' Wilkinson 22' Buchanan 48' Sinclair 78' |       |           | Arena Corinthians, São Paulo Toeschouwers: 20.521 Scheidsrechter: Stephanie Frappart |

|                               |                                               |       |                                                                          |                                                                             |
| 3 augustus 2016 18:00 (UTC−3) | Zimbabwe                                      | 1 – 6 | Duitsland                                                                | Arena Corinthians, São Paulo Toeschouwers: 20.521 Scheidsrechter: Rita Gani |
| 3 augustus 2016 18:00 (UTC−3) | Makoto 41' Basopo 50' Majika 71' Makore 90+1' |       | 22' Daebritz 36' Popp 53', 78' Behringer 83' Leupolz 90' (e.d.) Chibanda | Arena Corinthians, São Paulo Toeschouwers: 20.521 Scheidsrechter: Rita Gani |

|                               |                                    |       |              |                                                                                |
| 6 augustus 2016 15:00 (UTC−3) | Canada                             | 3 – 1 | Zimbabwe     | Arena Corinthians, São Paulo Toeschouwers: 30.295 Scheidsrechter: Olga Miranda |
| 6 augustus 2016 15:00 (UTC−3) | Beckie 7', 35' Sinclair 19' (pen.) |       | Chirandu 86' | Arena Corinthians, São Paulo Toeschouwers: 30.295 Scheidsrechter: Olga Miranda |

|                               |                             |       |                   |                                                                                       |
| 6 augustus 2016 18:00 (UTC−3) | Duitsland                   | 2 – 2 | Australië         | Arena Corinthians, São Paulo Toeschouwers: 37.475 Scheidsrechter: Anna-Marie Keighley |
| 6 augustus 2016 18:00 (UTC−3) | Däbritz 45+2' Bartusiak 88' |       | Kerr 6' Foord 45' | Arena Corinthians, São Paulo Toeschouwers: 37.475 Scheidsrechter: Anna-Marie Keighley |

|                               |                      |       |                   |                                                                                        |
| 9 augustus 2016 16:00 (UTC−3) | Duitsland            | 1 – 2 | Canada            | Estádio Nacional de Brasília, Brasilia Toeschouwers: 8.227 Scheidsrechter: Ri Hyang-ok |
| 9 augustus 2016 16:00 (UTC−3) | Behringer 13' (pen.) |       | Tancredi 26', 60' | Estádio Nacional de Brasília, Brasilia Toeschouwers: 8.227 Scheidsrechter: Ri Hyang-ok |

|                               |                                                                    |       |             |                                                                                        |
| 9 augustus 2016 16:00 (UTC−3) | Australië                                                          | 6 – 1 | Zimbabwe    | Itaipava Arena Fonte Nova, Salvador Toeschouwers: 5.115 Scheidsrechter: Esther Staubli |
| 9 augustus 2016 16:00 (UTC−3) | De Vanna 2' Polkinghorne 15' Kennedy 37' Simon 50' Heyman 55', 66' |       | Msipa 90+1' | Itaipava Arena Fonte Nova, Salvador Toeschouwers: 5.115 Scheidsrechter: Esther Staubli |

### Poule G
| Pos | Land             | Wed | Win | Gel | Ver | DV | DT | +/− | Pnt |
| --- | ---------------- | --- | --- | --- | --- | -- | -- | --- | --- |
| 1   | Verenigde Staten | 3   | 2   | 1   | 0   | 7  | 2  | +5  | 7   |
| 2   | Frankrijk        | 3   | 2   | 0   | 1   | 5  | 1  | +4  | 6   |
| 3   | Nieuw-Zeeland    | 3   | 1   | 0   | 2   | 1  | 5  | –4  | 3   |
| 4   | Colombia         | 3   | 0   | 1   | 2   | 2  | 7  | –5  | 1   |

|                               |                     |       |                                    |                                                                               |
| 3 augustus 2016 19:00 (UTC−3) | Verenigde Staten    | 2 – 0 | Nieuw-Zeeland                      | Mineirão, Belo Horizonte Toeschouwers: 10.059 Scheidsrechter: Kateryna Monzul |
| 3 augustus 2016 19:00 (UTC−3) | Lloyd 9' Morgan 46' |       | 18' Hassett 30' Riley 64' Percival | Mineirão, Belo Horizonte Toeschouwers: 10.059 Scheidsrechter: Kateryna Monzul |

|                               |                                                                |       |           |                                                                          |
| 3 augustus 2016 22:00 (UTC−3) | Frankrijk                                                      | 4 – 0 | Colombia  | Mineirão, Belo Horizonte Toeschouwers: 6.847 Scheidsrechter: Ri Hyang-ok |
| 3 augustus 2016 22:00 (UTC−3) | C. Arias 2' (e.d.) Le Sommer 14' Abily 42' Majri 50' Majri 82' |       | 71' Vidal | Mineirão, Belo Horizonte Toeschouwers: 6.847 Scheidsrechter: Ri Hyang-ok |

|                               |                  |       |           |                                                                                 |
| 6 augustus 2016 17:00 (UTC−3) | Verenigde Staten | 1 – 0 | Frankrijk | Mineirão, Belo Horizonte Toeschouwers: 11.782 Scheidsrechter: Claudia Umpierrez |
| 6 augustus 2016 17:00 (UTC−3) | Lloyd 64'        |       |           | Mineirão, Belo Horizonte Toeschouwers: 11.782 Scheidsrechter: Claudia Umpierrez |

|                               |          |           |               |                                                                            |
| 6 augustus 2016 20:00 (UTC−3) | Colombia | 0 – 1     | Nieuw-Zeeland | Mineirão, Belo Horizonte Toeschouwers: 8.505 Scheidsrechter: Gladys Lengwe |
| 6 augustus 2016 20:00 (UTC−3) |          | Hearn 31' |               | Mineirão, Belo Horizonte Toeschouwers: 8.505 Scheidsrechter: Gladys Lengwe |

|                               |               |       |                   |                                                                           |
| 9 augustus 2016 18:00 (UTC−4) | Colombia      | 2 – 2 | Verenigde Staten  | Arena Amazônia, Manaus Toeschouwers: 30.557 Scheidsrechter: Teodora Albon |
| 9 augustus 2016 18:00 (UTC−4) | Usme 26', 90' |       | Dunn 41' Pugh 59' | Arena Amazônia, Manaus Toeschouwers: 30.557 Scheidsrechter: Teodora Albon |

|                               |               |                                          |           |                                                                                       |
| 9 augustus 2016 19:00 (UTC−3) | Nieuw-Zeeland | 0 – 3                                    | Frankrijk | Itaipava Arena Fonte Nova, Salvador Toeschouwers: 7.350 Scheidsrechter: Lucia Venegas |
| 9 augustus 2016 19:00 (UTC−3) |               | Le Sommer 38' Cadamuro 63', 90+2' (pen.) |           | Itaipava Arena Fonte Nova, Salvador Toeschouwers: 7.350 Scheidsrechter: Lucia Venegas |

#### Nummers 3
| Poule | Land          | Wed | Win | Gel | Ver | DV | DT | +/− | Pnt |
| ----- | ------------- | --- | --- | --- | --- | -- | -- | --- | --- |
| F     | Australië     | 3   | 1   | 1   | 1   | 8  | 5  | +3  | 4   |
| E     | Zweden        | 3   | 1   | 1   | 1   | 2  | 5  | –3  | 4   |
| G     | Nieuw-Zeeland | 3   | 1   | 0   | 2   | 1  | 5  | –4  | 3   |

## Knock-outfase
|  | kwartfinale                  | kwartfinale                  |                              |       | halve finale            | halve finale            |   |  | finale | finale |
|  |                              |                              |                              |       |                         |                         |   |  |        |        |
|  | 12 augustus – Belo Horizonte |                              |                              |       |                         |                         |   |  |        |        |
|  |                              |                              |                              |       |                         |                         |   |  |        |        |
|  | Brazilië                     | 0 (7)                        |                              |       |                         |                         |   |  |        |        |
|  | Brazilië                     | 0 (7)                        | 16 augustus – Rio de Janeiro |       |                         |                         |   |  |        |        |
|  | Australië                    | 0 (6)                        |                              |       |                         |                         |   |  |        |        |
|  | Australië                    | 0 (6)                        | Brazilië                     | 0 (3) |                         |                         |   |  |        |        |
|  | 12 augustus – Brasília       |                              | Brazilië                     | 0 (3) |                         |                         |   |  |        |        |
|  |                              | Zweden                       | 0 (4)                        |       |                         |                         |   |  |        |        |
|  | Verenigde Staten             | Zweden                       | 0 (4)                        | 1 (3) |                         |                         |   |  |        |        |
|  | Verenigde Staten             |                              | 19 augustus – Rio de Janeiro | 1 (3) |                         |                         |   |  |        |        |
|  | Zweden                       | 1 (4)                        |                              |       |                         |                         |   |  |        |        |
|  | Zweden                       | 1 (4)                        | Zweden                       | 1     |                         |                         |   |  |        |        |
|  | 12 augustus – São Paulo      |                              | Zweden                       | 1     |                         |                         |   |  |        |        |
|  |                              | Duitsland                    | 2                            |       |                         |                         |   |  |        |        |
|  | Canada                       | Duitsland                    | 2                            | 1     |                         |                         |   |  |        |        |
|  | Canada                       | 16 augustus – Belo Horizonte |                              | 1     |                         |                         |   |  |        |        |
|  | Frankrijk                    | 0                            |                              |       |                         |                         |   |  |        |        |
|  | Frankrijk                    | 0                            | Canada                       | 0     | derde plaats            | derde plaats            |   |  |        |        |
|  | 12 augustus – Salvador       |                              | Canada                       | 0     | derde plaats            | derde plaats            |   |  |        |        |
|  |                              | Duitsland                    | 2                            |       | 19 augustus – São Paulo | 19 augustus – São Paulo |   |  |        |        |
|  | China                        | Duitsland                    | 2                            | 0     | 19 augustus – São Paulo | 19 augustus – São Paulo |   |  |        |        |
|  | China                        |                              |                              |       |                         | Brazilië                | 1 |  |        |        |
|  | Duitsland                    | 1                            |                              |       |                         | Brazilië                | 1 |  |        |        |
|  | Duitsland                    | 1                            | Canada                       | 2     |                         |                         |   |  |        |        |
|  |                              |                              | Canada                       | 2     |                         |                         |   |  |        |        |

### Kwartfinale
|                                |                                |              |                                          |                                                                                                 |
| 12 augustus 2016 13:00 (UTC−3) | Verenigde Staten               | 1 – 1 (n.v.) | Zweden                                   | Estádio Nacional de Brasília, Brasília Toeschouwers: 13.892 Scheidsrechter: Anna-Marie Keighley |
| 12 augustus 2016 13:00 (UTC−3) | Morgan 77'                     |              | Blackstenius 61'                         | Estádio Nacional de Brasília, Brasília Toeschouwers: 13.892 Scheidsrechter: Anna-Marie Keighley |
| 12 augustus 2016 13:00 (UTC−3) | Strafschoppen                  |              |                                          | Estádio Nacional de Brasília, Brasília Toeschouwers: 13.892 Scheidsrechter: Anna-Marie Keighley |
| 12 augustus 2016 13:00 (UTC−3) | Morgan Horan Lloyd Brian Press | 3 – 4        | Schelin Asllani Sembrant Seger Dahlkvist | Estádio Nacional de Brasília, Brasília Toeschouwers: 13.892 Scheidsrechter: Anna-Marie Keighley |

|                                |       |               |           |                                                                                         |
| 12 augustus 2016 16:00 (UTC−3) | China | 0 – 1         | Duitsland | Itaipava Arena Fonte Nova, Salvador Toeschouwers: 9.642 Scheidsrechter: Kateryna Monzul |
| 12 augustus 2016 16:00 (UTC−3) |       | Behringer 76' |           | Itaipava Arena Fonte Nova, Salvador Toeschouwers: 9.642 Scheidsrechter: Kateryna Monzul |

|                                |             |       |           |                                                                                     |
| 12 augustus 2016 19:00 (UTC−3) | Canada      | 1 – 0 | Frankrijk | Arena Corinthians, São Paulo Toeschouwers: 38.688 Scheidsrechter: Claudia Umpierrez |
| 12 augustus 2016 19:00 (UTC−3) | Schmidt 56' |       |           | Arena Corinthians, São Paulo Toeschouwers: 38.688 Scheidsrechter: Claudia Umpierrez |

|                                |                                                                       |              |                                                                             |                                                                             |
| 12 augustus 2016 22:00 (UTC−3) | Brazilië                                                              | 0 – 0 (n.v.) | Australië                                                                   | Mineirão, Belo Horizonte Toeschouwers: 52.660 Scheidsrechter: Carol Chenard |
| 12 augustus 2016 22:00 (UTC−3) |                                                                       |              |                                                                             | Mineirão, Belo Horizonte Toeschouwers: 52.660 Scheidsrechter: Carol Chenard |
| 12 augustus 2016 22:00 (UTC−3) | Strafschoppen                                                         |              |                                                                             | Mineirão, Belo Horizonte Toeschouwers: 52.660 Scheidsrechter: Carol Chenard |
| 12 augustus 2016 22:00 (UTC−3) | Andressa Alves Andressa Beatriz Rafaelle Marta Debinha Monica Tamires | 7 – 6        | Kellond-Knight Alleway Van Egmond Polkinghorne Gorry Heyman Logarzo Kennedy | Mineirão, Belo Horizonte Toeschouwers: 52.660 Scheidsrechter: Carol Chenard |

### Halve finale
|                                |                                                  |       |                                         |                                                                             |
| 16 augustus 2016 13:00 (UTC−3) | Brazilië                                         | 0 – 0 | Zweden                                  | Maracanã, Rio de Janeiro Toeschouwers: 70.454 Scheidsrechter: Lucia Venegas |
| 16 augustus 2016 13:00 (UTC−3) |                                                  |       |                                         | Maracanã, Rio de Janeiro Toeschouwers: 70.454 Scheidsrechter: Lucia Venegas |
| 16 augustus 2016 13:00 (UTC−3) | Strafschoppen                                    |       |                                         | Maracanã, Rio de Janeiro Toeschouwers: 70.454 Scheidsrechter: Lucia Venegas |
| 16 augustus 2016 13:00 (UTC−3) | Marta Cristiane Andressa Alves Rafaelle Andressa | 3 – 4 | Schelin Asllani Seger Fischer Dahlkvist | Maracanã, Rio de Janeiro Toeschouwers: 70.454 Scheidsrechter: Lucia Venegas |

|                                |        |                                  |           |                                                                          |
| 16 augustus 2016 16:00 (UTC−3) | Canada | 0 – 2                            | Duitsland | Mineirão, Belo Horizonte Toeschouwers: 5.641 Scheidsrechter: Ri Hyang-ok |
| 16 augustus 2016 16:00 (UTC−3) |        | 21' (pen.) Behringer 59' Däbritz |           | Mineirão, Belo Horizonte Toeschouwers: 5.641 Scheidsrechter: Ri Hyang-ok |

### Troostfinale
|                                |             |       |                       |                                                                                 |
| 19 augustus 2016 13:00 (UTC−3) | Brazilië    | 1 – 2 | Canada                | Arena Corinthians, São Paulo Toeschouwers: 39.718 Scheidsrechter: Teodora Albon |
| 19 augustus 2016 13:00 (UTC−3) | Beatriz 79' |       | 25' Rose 52' Sinclair | Arena Corinthians, São Paulo Toeschouwers: 39.718 Scheidsrechter: Teodora Albon |

### Finale
|                                |                  |       |                                  |                                                                             |
| 19 augustus 2016 17:30 (UTC−3) | Zweden           | 1 – 2 | Duitsland                        | Maracanã, Rio de Janeiro Toeschouwers: 52.432 Scheidsrechter: Carol Chenard |
| 19 augustus 2016 17:30 (UTC−3) | Blackstenius 67' |       | 48' Marozsán 62' (e.d.) Sembrant | Maracanã, Rio de Janeiro Toeschouwers: 52.432 Scheidsrechter: Carol Chenard |

## Eindstand
| Rank | Team             | Gsp | W | G | V | DV | DT | DS  | Pnt |
| ---- | ---------------- | --- | - | - | - | -- | -- | --- | --- |
|      | Duitsland        | 6   | 4 | 1 | 1 | 14 | 6  | +8  | 13  |
|      | Zweden           | 6   | 1 | 3 | 2 | 4  | 8  | −4  | 6   |
|      | Canada           | 6   | 5 | 0 | 1 | 10 | 5  | +5  | 15  |
| 4    | Brazilië         | 6   | 2 | 3 | 1 | 9  | 3  | +6  | 9   |
| 5    | Verenigde Staten | 4   | 2 | 2 | 0 | 6  | 3  | +3  | 8   |
| 6    | Frankrijk        | 4   | 2 | 0 | 2 | 7  | 2  | +5  | 6   |
| 7    | Australië        | 4   | 1 | 2 | 1 | 8  | 5  | +3  | 5   |
| 8    | China            | 4   | 1 | 1 | 2 | 2  | 4  | –2  | 4   |
| 9    | Nieuw-Zeeland    | 3   | 1 | 0 | 2 | 1  | 5  | –4  | 3   |
| 10   | Zuid-Afrika      | 3   | 0 | 1 | 2 | 0  | 3  | –3  | 1   |
| 11   | Colombia         | 3   | 0 | 1 | 2 | 2  | 7  | –5  | 1   |
| 12   | Zimbabwe         | 3   | 0 | 0 | 3 | 3  | 15 | –12 | 0   |

| Onderdeel               | Goud | Zilver | Brons |
| ----------------------- | --- | --- | --- |
| Voetbaltoernooi vrouwen | Duitsland Almuth Schult Josephine Henning Saskia Bartusiak Leonie Maier Annike Krahn Simone Laudehr Melanie Behringer Lena Goeßling Alexandra Popp Dzsenifer Marozsán Anja Mittag Tabea Kemme Sara Däbritz Babett Peter Mandy Islacker Melanie Leupolz Isabel Kerschowski Laura Benkarth Svenja Huth | Zweden Jonna Andersson Emilia Appelqvist Kosovare Asllani Emma Berglund Stina Blackstenius Hilda Carlén Lisa Dahlkvist Magdalena Ericsson Nilla Fischer Sofia Jakobsson Hedvig Lindahl Fridolina Rolfö Elin Rubensson Jessica Samuelsson Lotta Schelin Caroline Seger Linda Sembrant Olivia Schough | Canada Stephanie Labbé Allysha Chapman Kadeisha Buchanan Shelina Zadorsky Rebecca Quinn Deanne Rose Rhian Wilkinson DianMatheson Josée Bélanger Ashley Lawrence Desiree Scott Christine Sinclair Sophie Schmidt Melissa Tancredi Nichelle Prince Janine Beckie Jessie Fleming Sabrina D'Angelo |

## Doelpuntenmakers
5 doelpunten
- Melanie Behringer

3 doelpunten
- Beatriz
- Janine Beckie
- Christine Sinclair
- Sara Däbritz

2 doelpunten
- Michelle Heyman
- Cristiane
- Marta
- Melissa Tancredi

- Catalina Usme
- Louisa Cadamuro
- Eugénie Le Sommer

- Carli Lloyd
- Alex Morgan
- Stina Blackstenius

1 doelpunt
- Lisa De Vanna
- Caitlin Foord
- Alanna Kennedy
- Samantha Kerr
- Clare Polkinghorne
- Kyah Simon
- Andressa Alves
- Mônica
- Deanne Rose

- Sophie Schmidt
- Gu Yasha
- Tan Ruyin
- Saskia Bartusiak
- Melanie Leupolz
- Dzsenifer Marozsán
- Alexandra Popp
- Camille Abily
- Amel Majri

- Amber Hearn
- Crystal Dunn
- Mallory Pugh
- Kudakwashe Basopo
- Mavis Chirandu
- Emmaculate Msipa
- Nilla Fischer
- Lotta Schelin

eigen doelpunt
- Carolina Arias (tegen Frankrijk)
- Eunice Chibanda (tegen Duitsland)
- Linda Sembrant (tegen Duitsland)

## In beeld

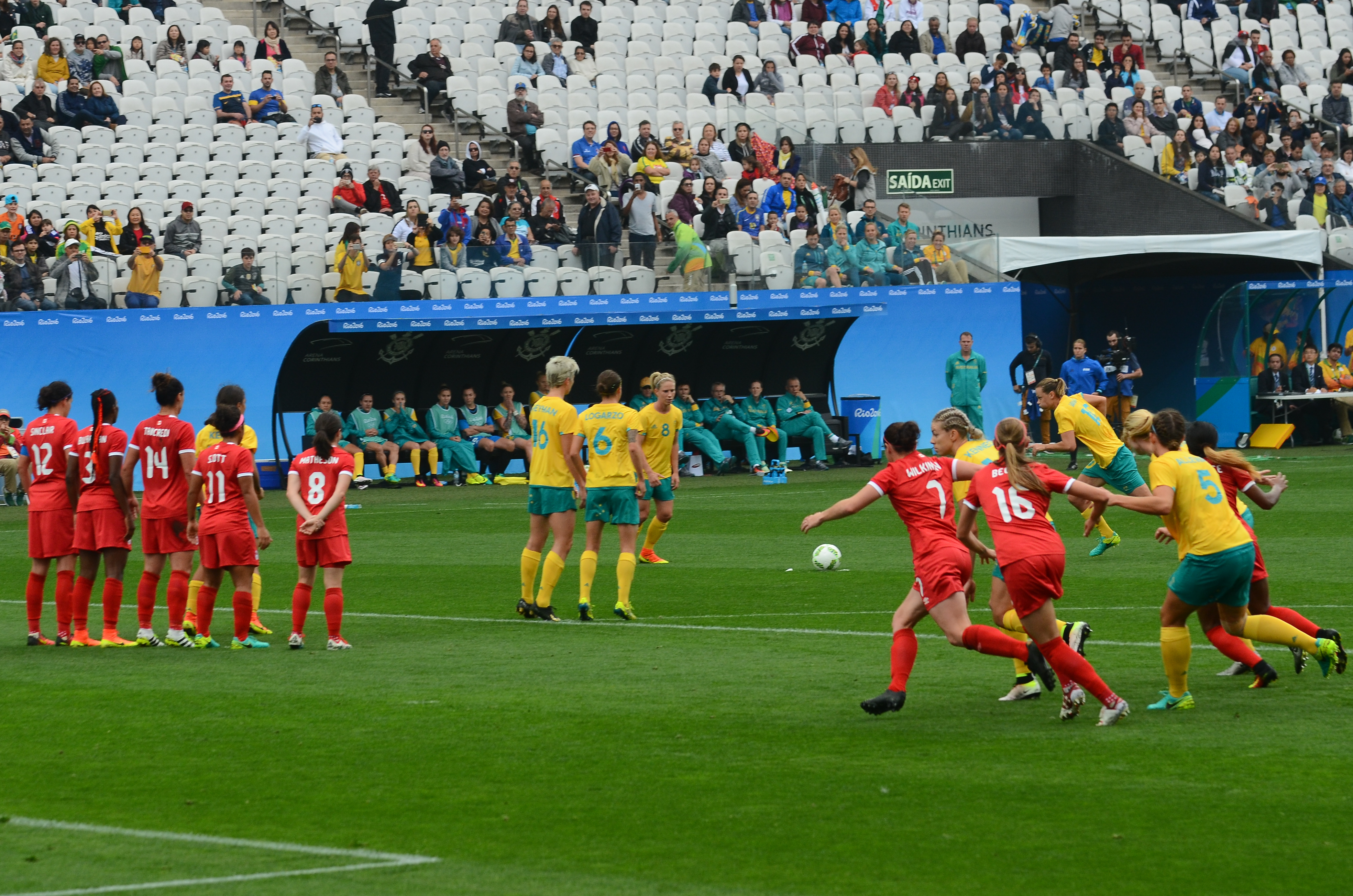
Canada – Australië (Poule F)
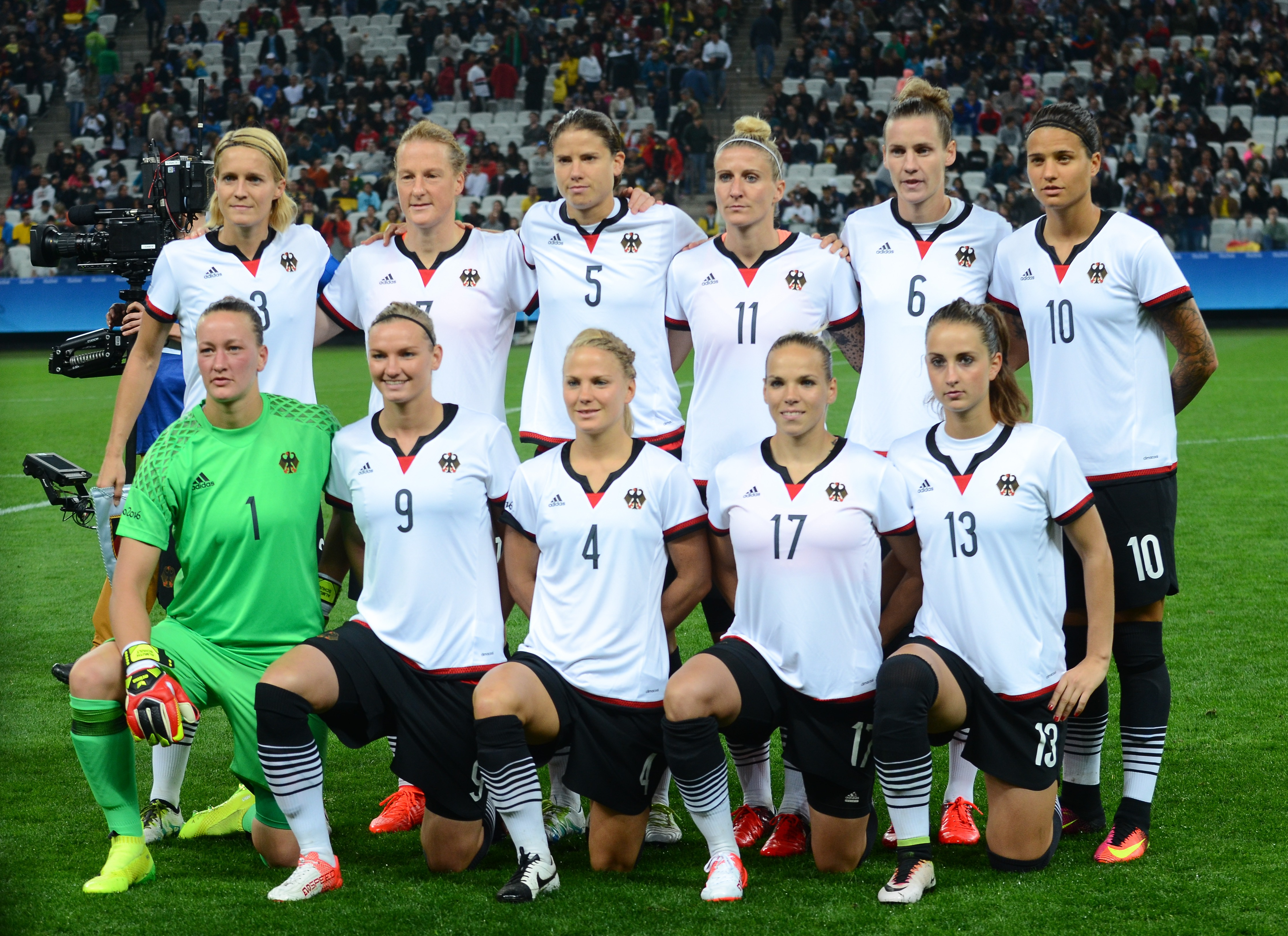
Duits elftal (tegen Zimbabwe)
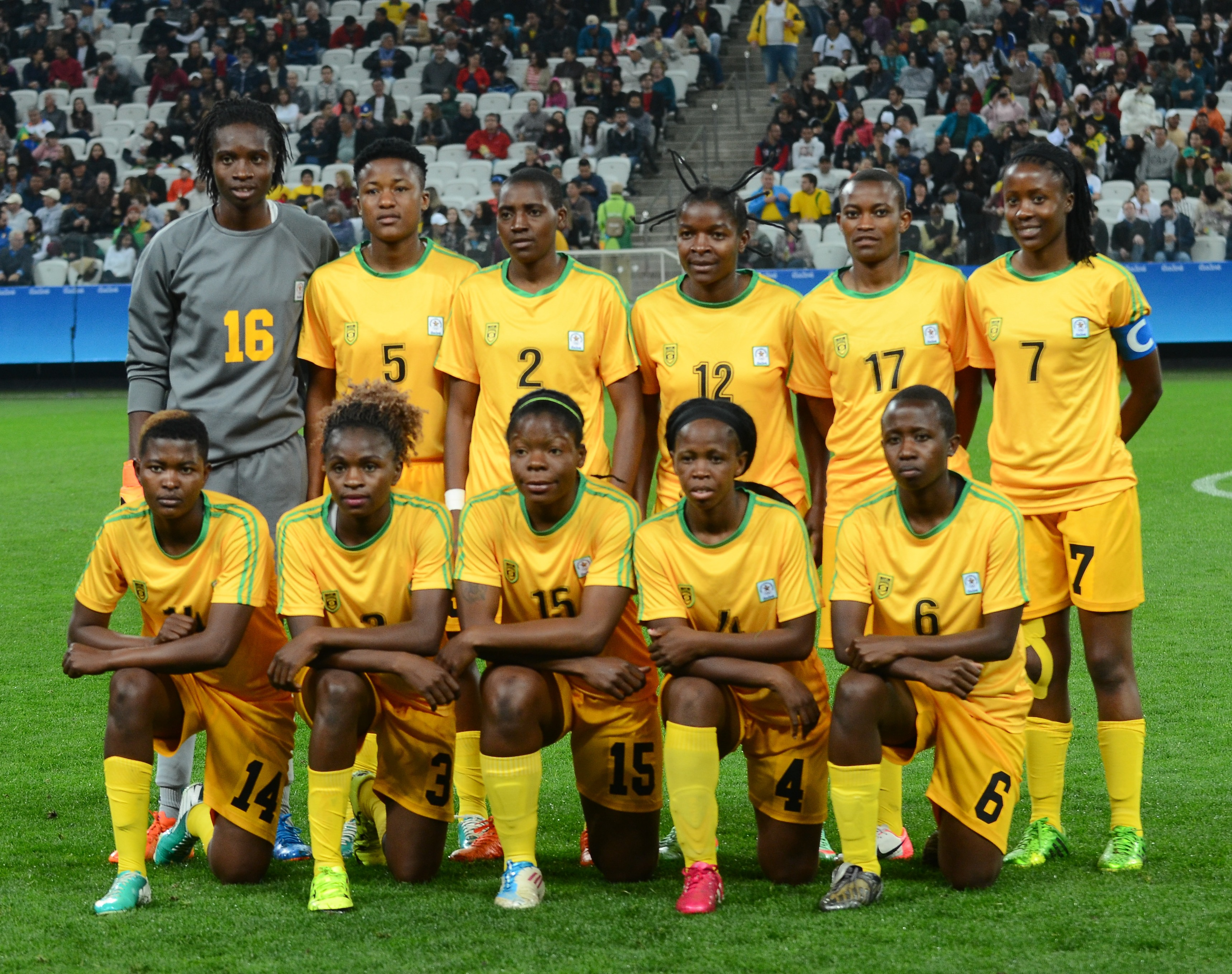
Zimbabwaans elftal (tegen Duitsland)
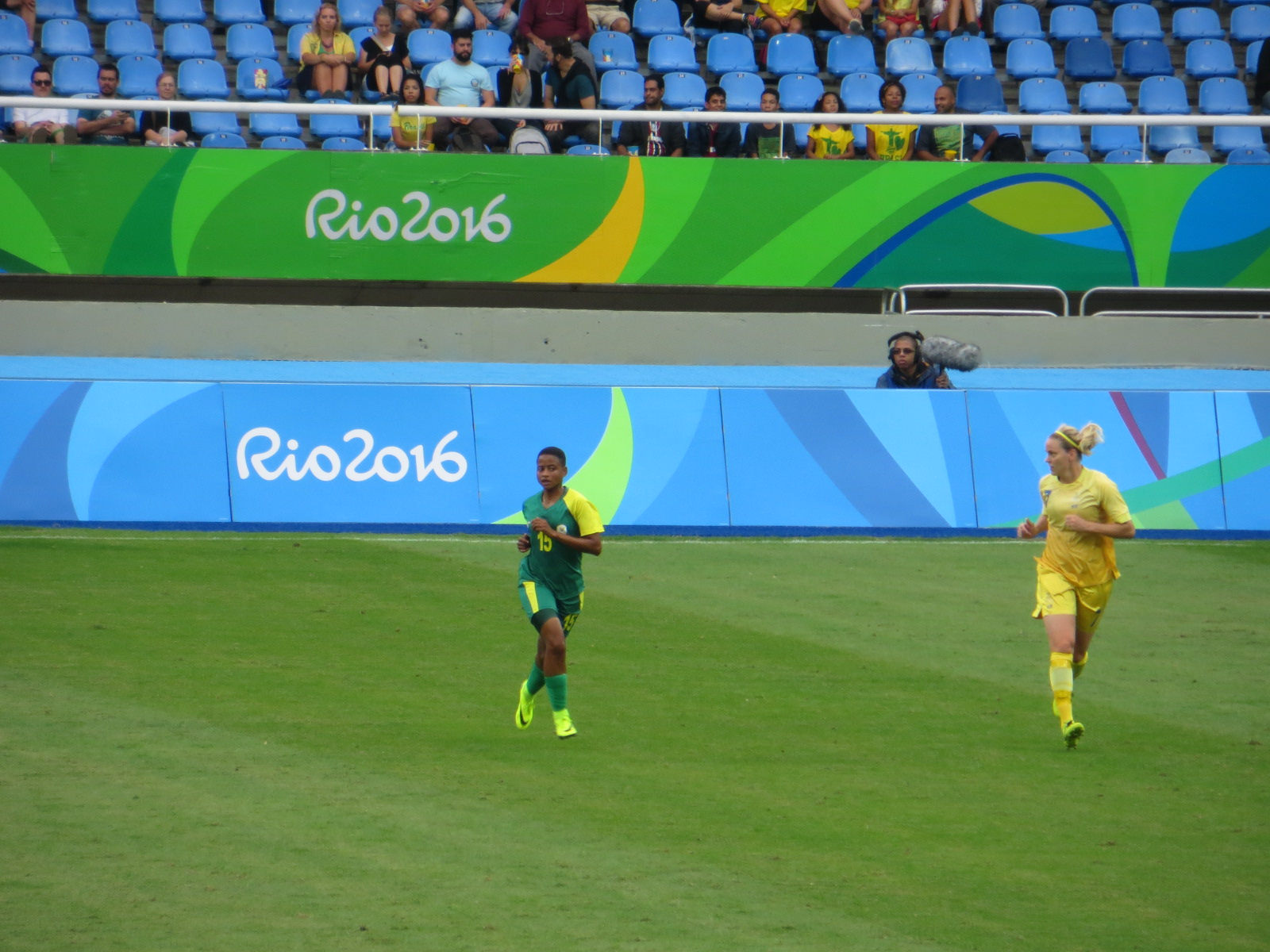
Zuid-Afrika – Zweden (Poule E)
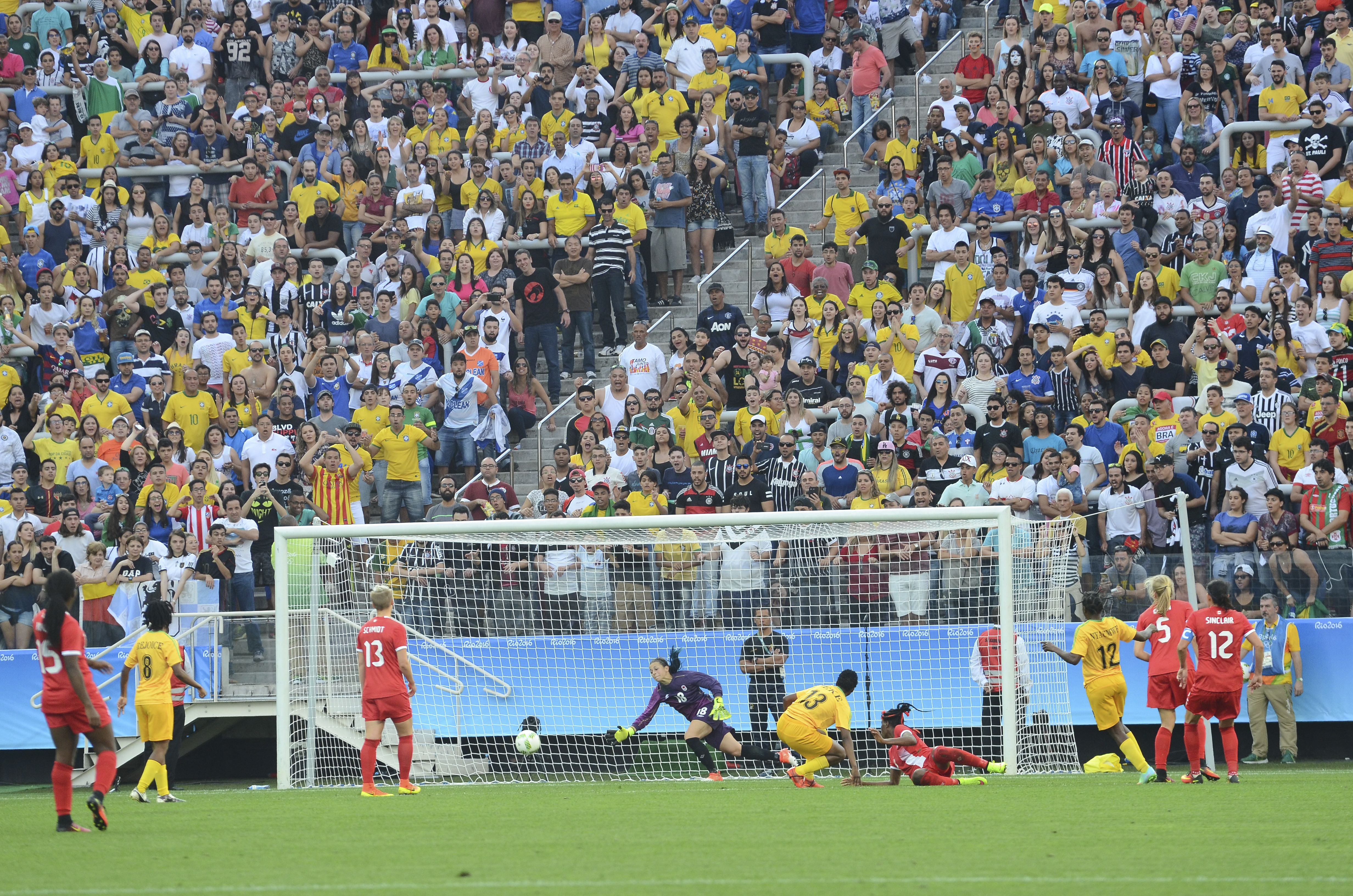
Canada – Zimbabwe (Poule F)
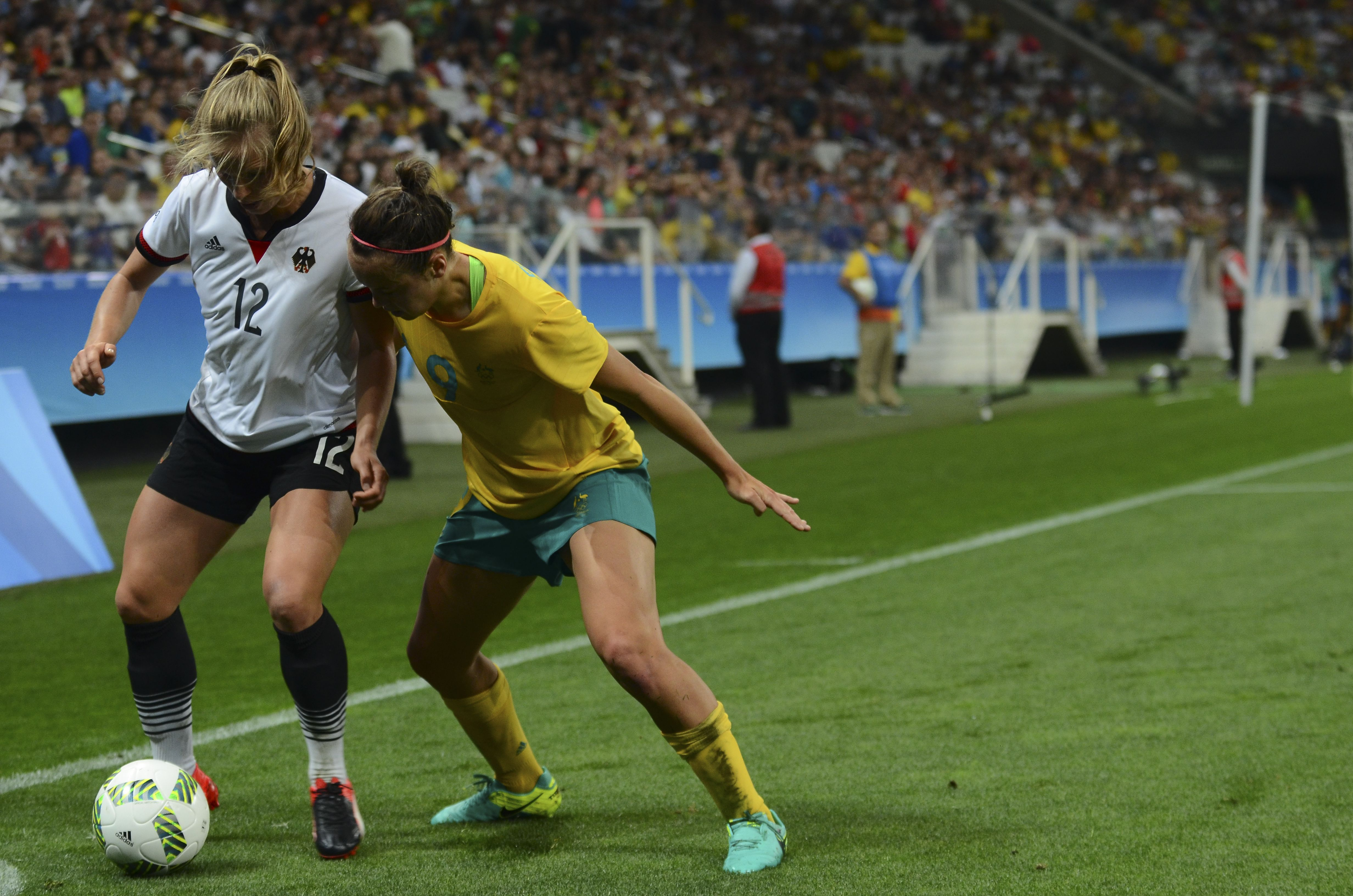
Australië  – Duitsland (Poule F)
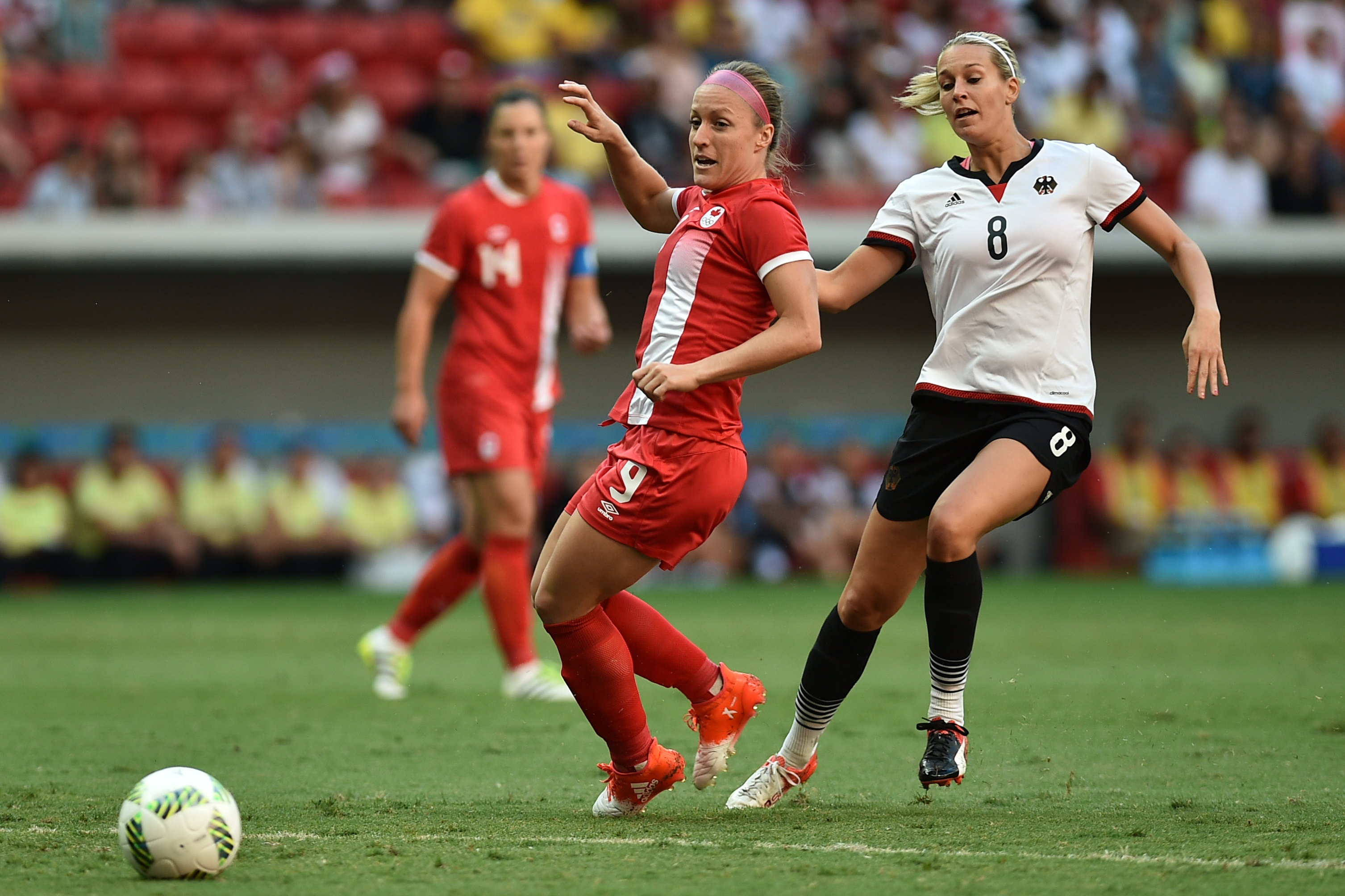
Canada – Duitsland (Poule F)
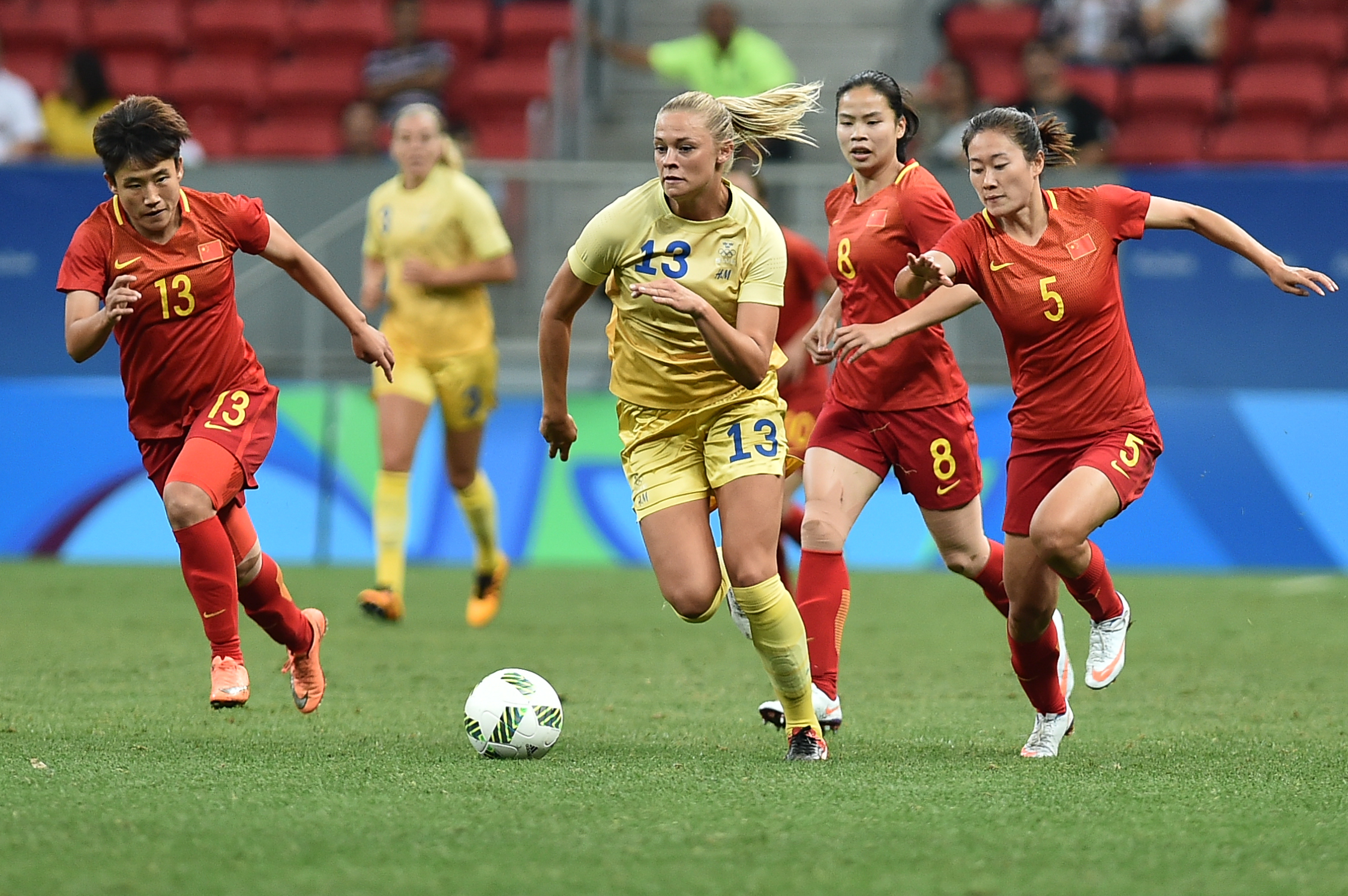
China – Zweden (Poule E)
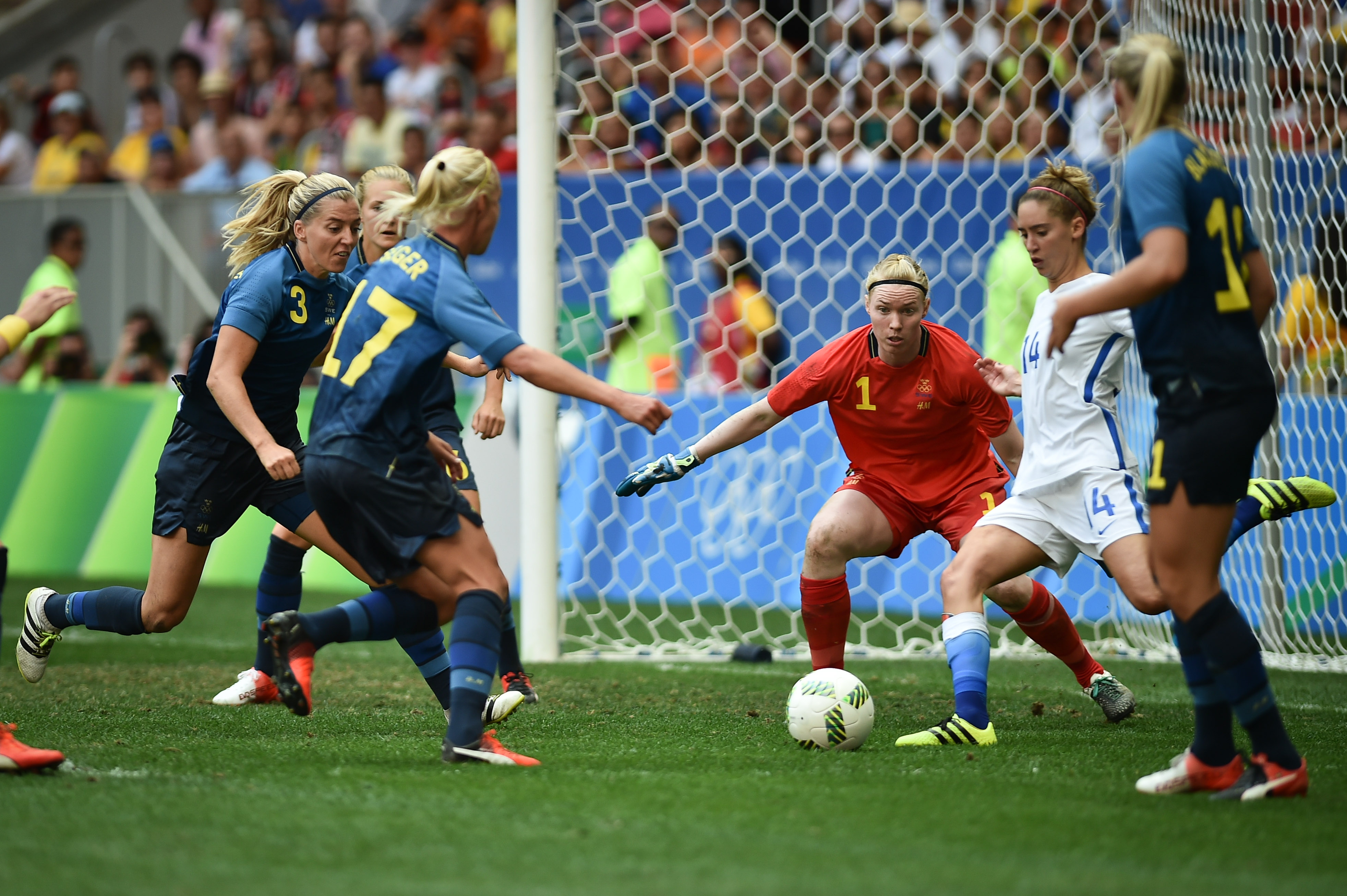
VS – Zweden (kwartfinale)
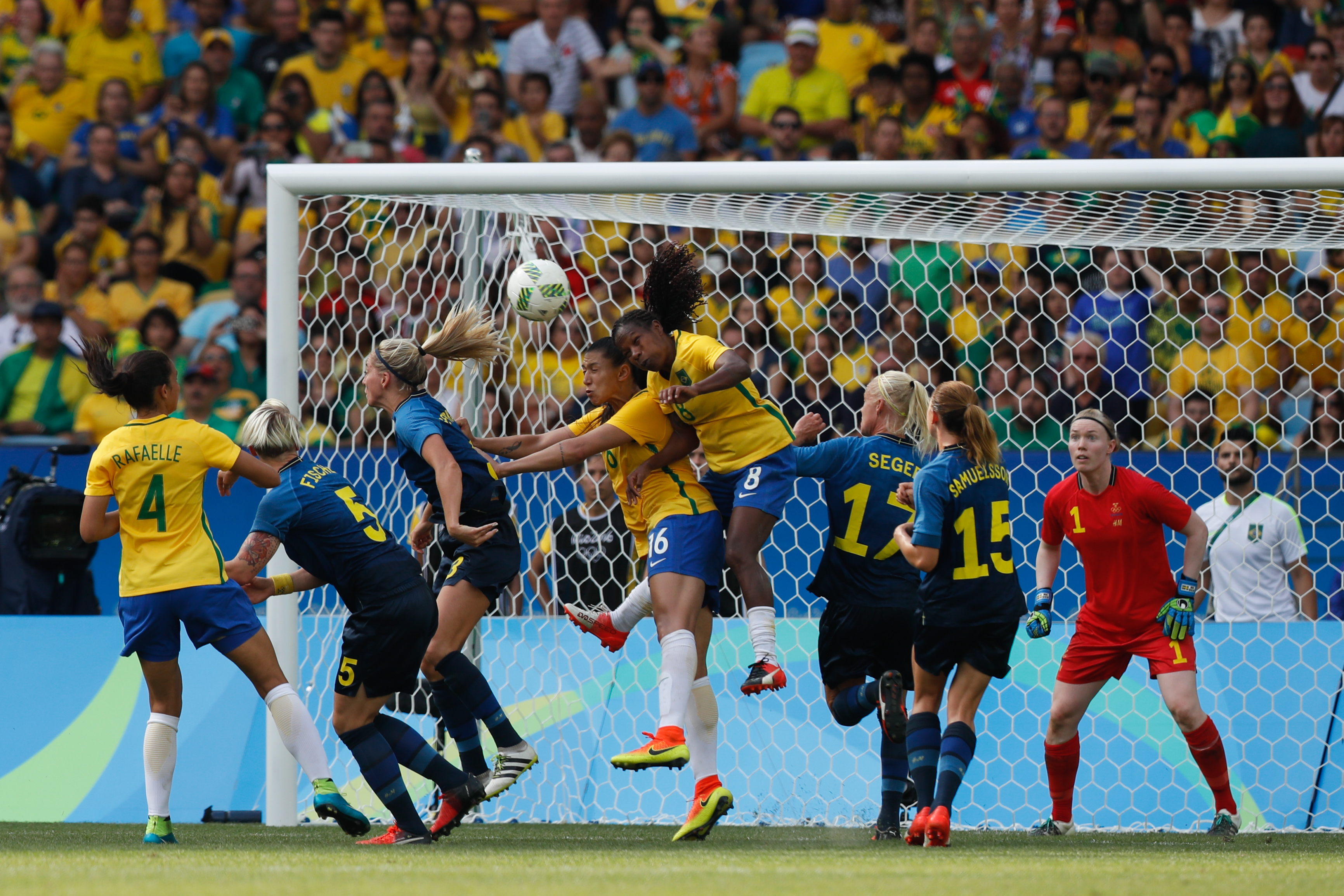
Brazilië – Zweden (halve finale)
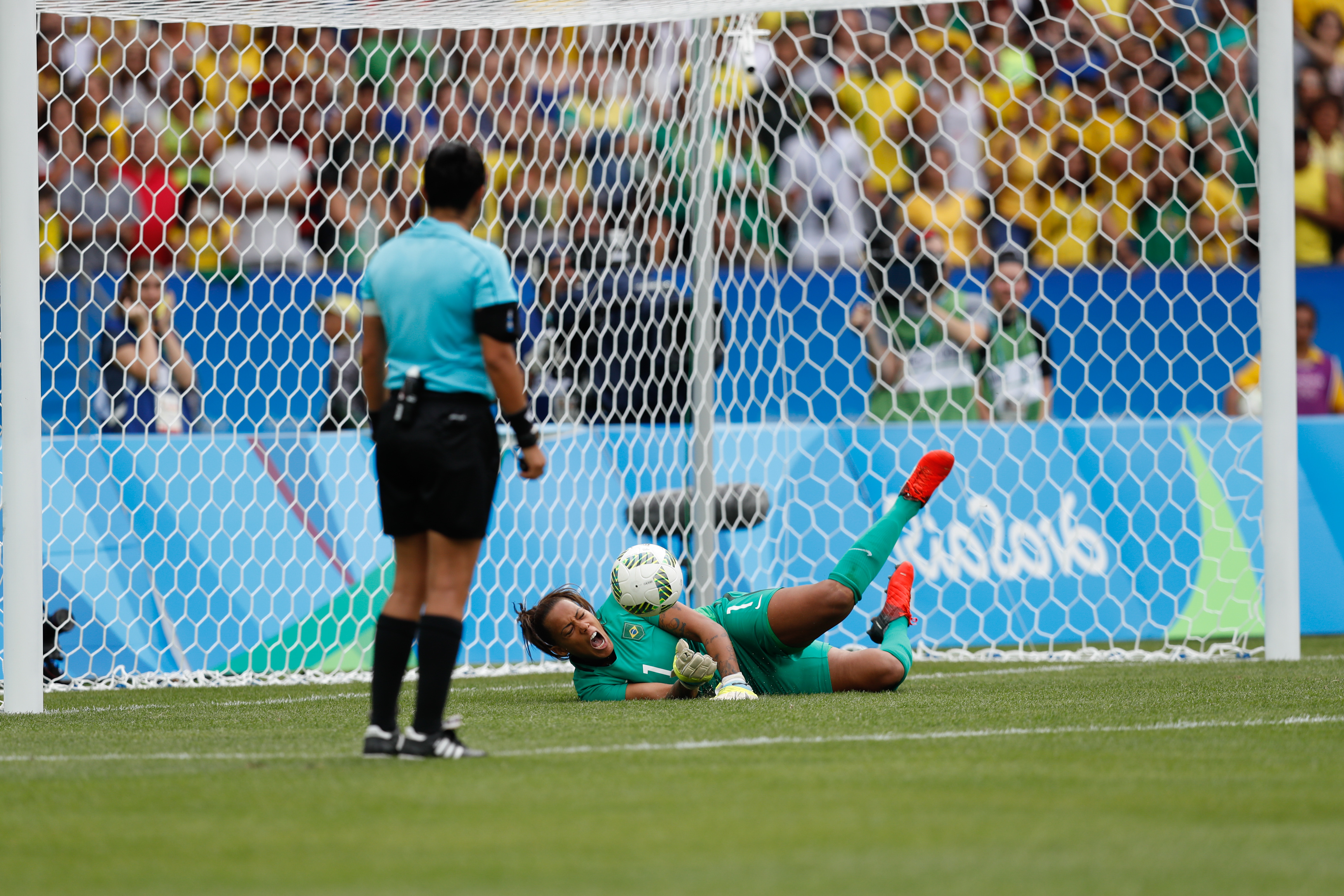
Strafschoppen (BRA–ZWE)
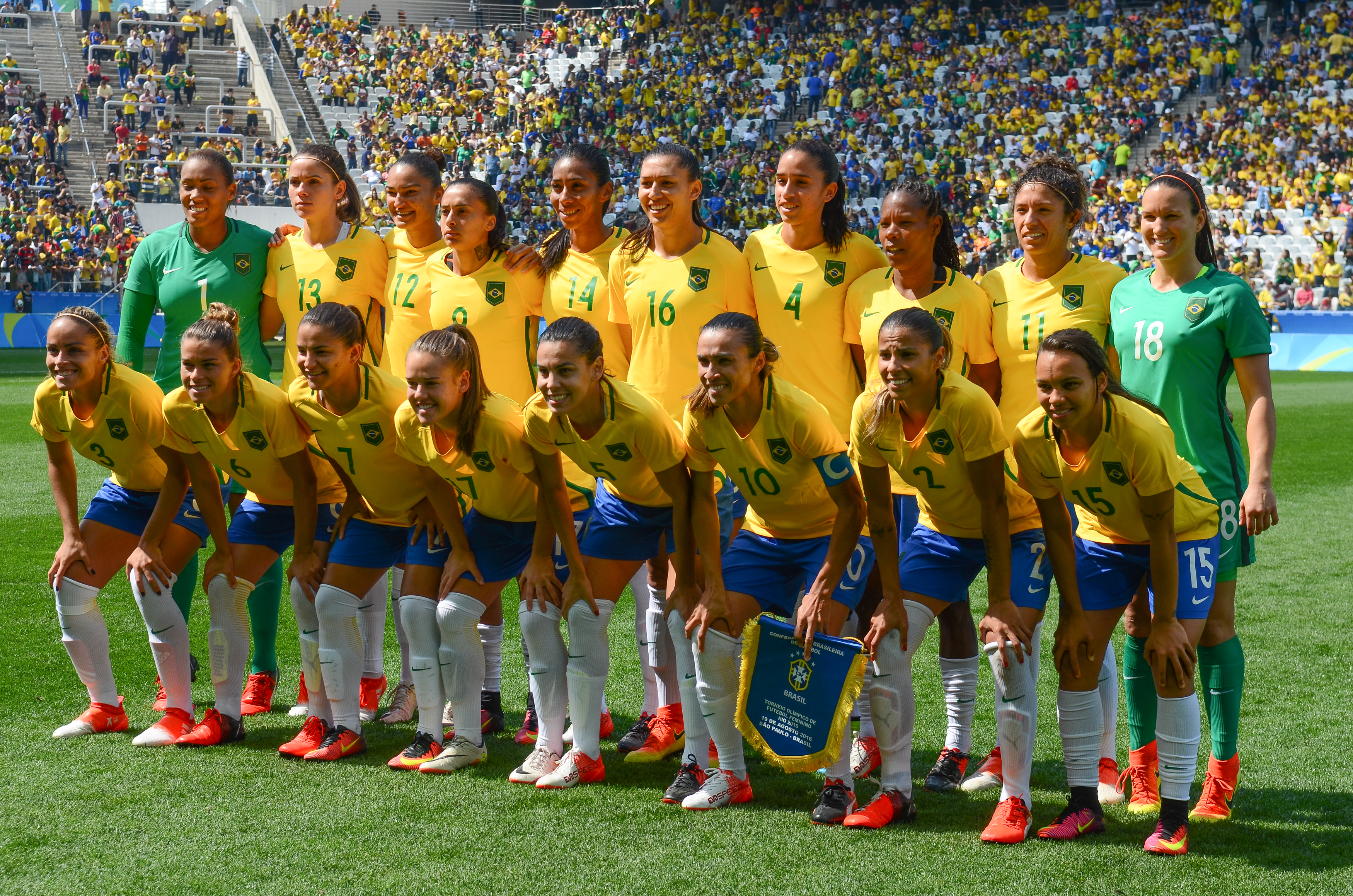
Braziliaans elftal (tegen Canada)
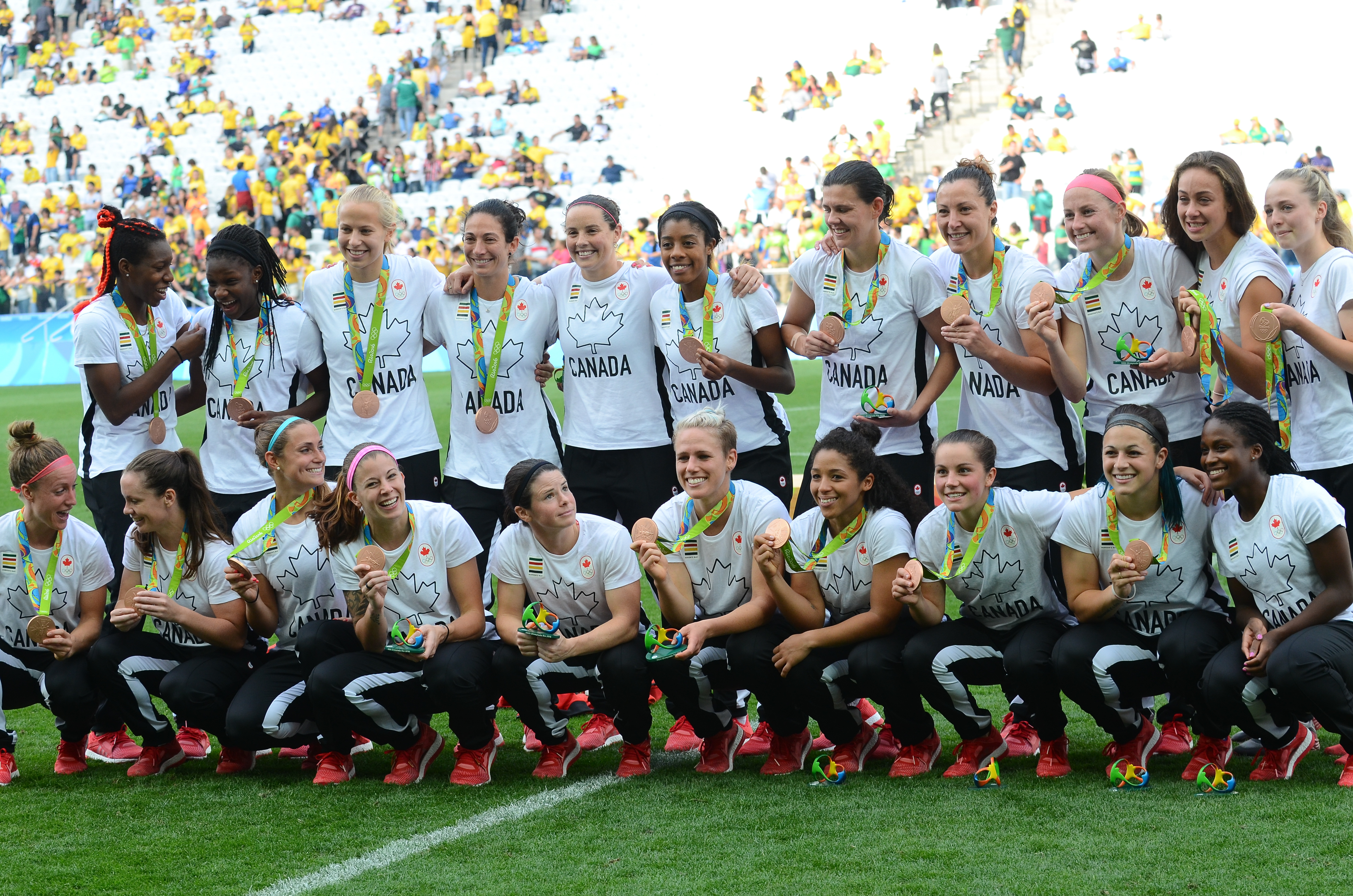
Canadees elftal (brons)
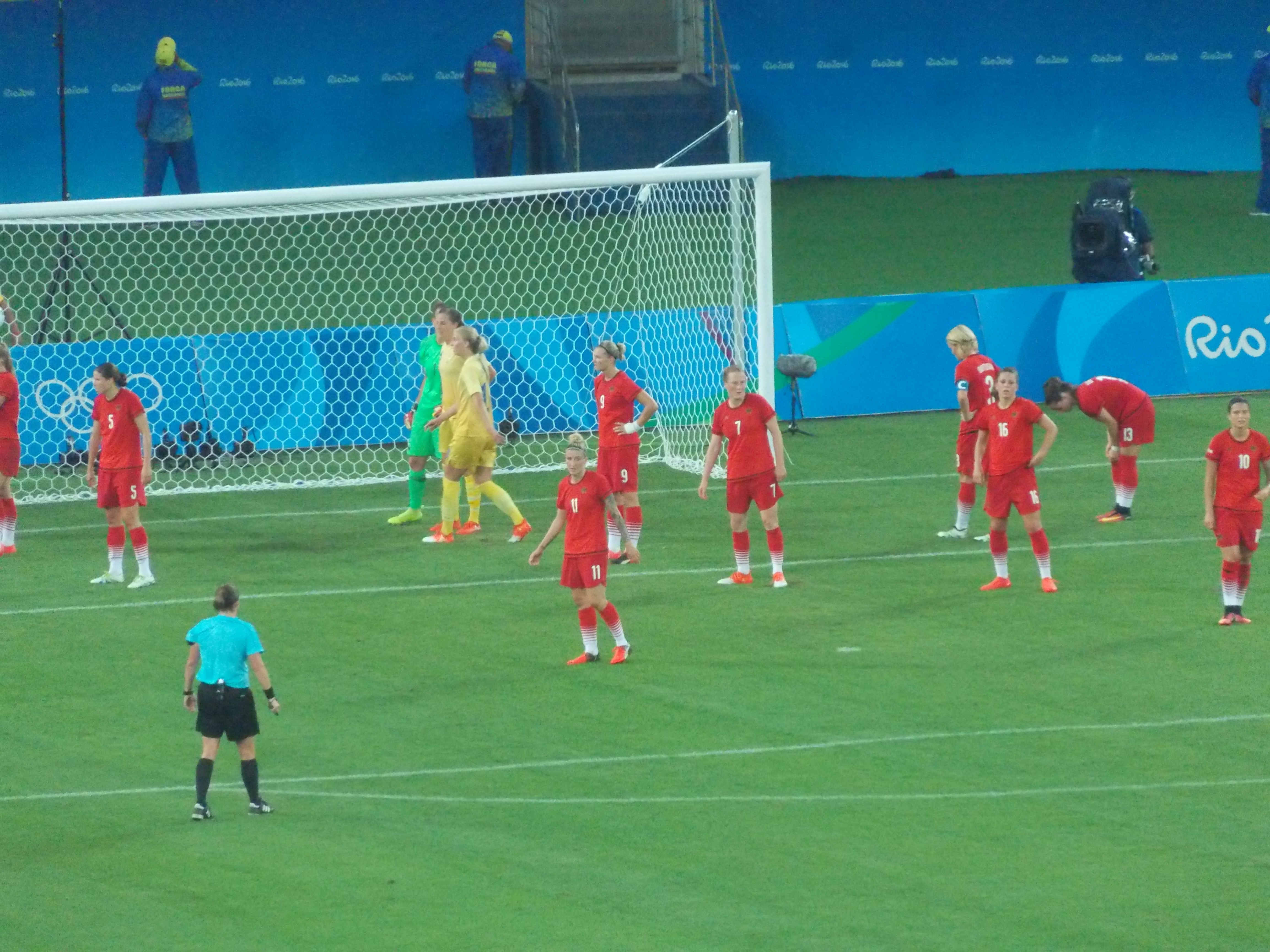
Duitsland – Zweden (finale)

Parijs 1900 · 
St. Louis 1904 · 
Athene 1906 · 
Londen 1908 · 
Stockholm 1912 · 
Antwerpen 1920 · 
Parijs 1924 · 
Amsterdam 1928 · 
Berlijn 1936 · 
Londen 1948 · 
Helsinki 1952 · 
Melbourne 1956 · 
Rome 1960 · 
Tokio 1964 · 
Mexico-Stad 1968 · 
München 1972 · 
Montréal 1976 · 
Moskou 1980 · 
Los Angeles 1984 · 
Seoel 1988 · 
Barcelona 1992 · 
Atlanta 1996 · 
Sydney 2000 · 
Athene 2004 · 
Peking 2008 · 
Londen 2012 · 
Rio de Janeiro 2016 ·
Tokio 2020 ·
Parijs 2024 ·
Los Angeles 2028

Medaillewinnaars
Atletiek · Badminton · Basketbal · Boksen · Boogschieten · Gewichtheffen · Golf · Gymnastiek · Handbal · Hockey · Judo · Kanovaren · Moderne vijfkamp · Paardensport · Roeien · Rugby · Schermen · Schietsport · Schoonspringen · Synchroonzwemmen · Taekwondo · Tafeltennis · Tennis · Triatlon · Voetbal · Volleybal · Waterpolo · Wielersport · Worstelen · Zeilen · Zwemmen